# Mary Muthoni Nyanjiru
Mary Muthoni Nyanjiru (geboren in Weithaga, Murang'a; gestorben am 16. März 1922) war eine politische Aktivistin. Die Kenianerin aus der ethnischen Gruppe der Kikuyu wird in Afrika, vor allem in Kenia, als weibliches Symbol des antikolonialen Widerstands verehrt. Sie führte einen Aufstand gegen die Verhaftung des Aktivisten Harry Thuku an, bei dem sie erschossen wurde.

## Politischer Hintergrund
Mary Muthoni Nyanjirus Geburtsdatum sowie die Stationen ihres Lebens sind unbekannt. Zum Zeitpunkt ihres Todes im Jahr 1922 lebte sie mit ihrer Stieftochter Elizabeth Waruiru in Nairobi. Mary Muthoni arbeitete für den sozialen Aktivisten Harry Thuku. Thuku war der Gründer und Vorsitzende der Young Kikuyu Association, später East African Association, eine Vorläuferorganisation der heutigen Ostafrikanischen Gemeinschaft. Thuku war in Kikuyu-Land bekannt als ein „Anführer, der sich für die Frauen einsetzt“, weil er sich nicht nur gegen die Kolonialherrschaft, sondern auch gegen die physische und sexuelle Gewalt gegen Frauen sowie ihre Ausbeutung durch Zwangsarbeit engagierte.
Hintergrund war, dass die britische Kolonialmacht versuchte, mit aller Kraft die Ausbeutung kenianischer Ressourcen zu maximieren, unter anderem durch die Enteignung von Land und durch Zwangsarbeit. Ein Gesetz von Oktober 1919 erlaubte es europäischen Siedlern, sich nach eigenem Gutdünken Arbeitskräfte aus den Dörfern der Reservate zu besorgen, wozu vor allem Frauen und Kinder gehörten. Dorfvorsteher, die sich weigerten, dieser Forderung nachzukommen, wurden abgesetzt und bestraft. Durch dieses Gesetz waren die Frauen schutzlos Willkür, Ausbeutung und sexuellem Missbrauch durch die weißen Kolonialisten ausgesetzt.

## Streik gegen Thukus Verhaftung

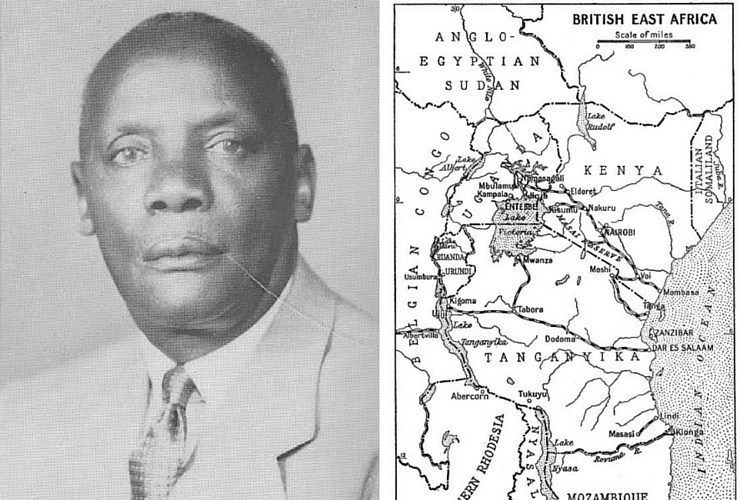
Harry Thuku

Thuku wurde am 14. März 1922 verhaftet, weil das britische Kolonialregime die wachsende Zahl seiner Anhänger und deren Militanz fürchtete. Am Tag nach seiner Verhaftung rief die East African Association (EAA) einen Streik aus. Tausende von Menschen marschierten friedlich zur Polizeistation in Nairobi, wo Thuku festgehalten wurde. Die Streikenden forderten seine Freilassung, und nachdem sie für Thukus Sicherheit ein Gebet gesprochen hatten, zerstreute sich die Menge.
Am Abend führten die weiblichen Streikenden eine 'Schwur-Zeremonie' durch, ein Brauch, der bislang Männern vorbehalten war. Dass Frauen einen Eid ablegten, verstieß gegen die männlich dominierte Kikuyu-Tradition, die Frauen als körperlich und geistig unfähig erachtete, die Tortur beim Ablegens des Schwurs zu ertragen. Auch wurden Schwüre bis dahin nur von den Stammesgesellschaften, nicht von politischen Gruppen durchgeführt. Über 200 Frauen leisteten an diesem Abend einen kollektiven Schwur und verpflichteten sich damit, gemeinsam eine Aktion auszuführen – ein Novum in der kenianischen Geschichte.
Am Morgen des 16. März wählte die protestierende Menschenmenge eine Delegation von sechs Männern. Darunter war auch Jomo Kenyatta, damals ein Führer der East African Association, später der erste schwarze Ministerpräsident Kenias. Die Delegation wurde von Charles Bowring, dem Kolonialminister, empfangen. Bowring erklärte, Thuku werde nur so lange festgehalten, bis die Regierung ihm eine Anhörung gewährte. Die Delegation solle die Streikenden beruhigen und sie auffordern, sich friedlich zu zerstreuen. Zurück auf dem Platz berichtete die Delegation, Thuku werde vor Gericht gestellt, und forderte die Menschen auf, nach Hause zu gehen. Dieses Verhandlungsergebnis erzürnte die Streikenden, dennoch verließen viele Menschen resigniert den Platz.

Mit einem Mal drängte eine große Gruppe von Frauen geschlossen auf das Tor zu. Einige beschimpften die Delegation als Feiglinge und beschuldigten sie der Bestechlichkeit. Das führte dazu, dass die Menschenmenge, die bereits in Auflösung begriffen war, sich erneut formierte. Dann geschah etwas, das in die kenianische Geschichte eingehen sollte: 
„Mary Muthoni Nyanjiru sprang auf, rannte nach vorne in die Menge, hob ihr Kleid über den Kopf und schrie: 'Nehmt mein Kleid und gebt mir eure Hosen. Ihr Männer seid Feiglinge. Worauf wartet ihr noch? Unser Anführer ist da drin. Lasst uns ihn herausholen.“
Damit setzte sie eine weibliche Waffe ein: die guturamira ng'ania („jemand durch Entblößen verfluchen“). Die guturamira ng'ania war ein Symbol für die Auflehnung und den Widerstand der Frauen. Die öffentliche Entblößung weiblicher Genitalien symbolisierte, dass Frauen Männern ihre Verachtung zeigen und ausdrücken, dass sie es bereuen, Söhne geboren zu haben. Für Kikuyu-Männer galt es als Beschämung und Beleidigung, eine Frau im Alter der eigenen Mutter nackt zu sehen.
Als Nyanjiru ihre Aktion startete, feuerten die anderen Frauen sie durch Zurufe und Schreie an. Das heizte die Stimmung der Menschenmenge an, die mit nach vorne drängte, bis die Polizei und ihre einheimischen Hilfstruppen, die Askaris, mit ihren Gewehren plötzlich das Feuer eröffneten. Sie schossen direkt in die Menge. Als eine der ersten wurde Mary Muthoni Nyanjiru von Kugeln getroffen. Sie stürzte nieder und starb.

## Nachwirkungen
Die Zahl der Todesopfer, darunter viele Frauen, wird je nach Quelle zwischen 28 bzw. mehr als 150 Menschen angegeben. Harry Thuku, der die Ereignisse von seiner Zelle aus beobachteten konnte, berichtete, dass auch weiße europäische Siedler, die sich im nahegelegenen Norfolk Hotel zum Trinken versammelt hatten, von hinten wild in die Menge geschossen hatten. Auch andere Berichte untermauern die Aussage, dass die Siedler an der Schießerei beteiligt und für viele Todesfälle verantwortlich waren.
Über andere Frauen außer Mary Muthoni, die sich am Thuku-Aufstand beteiligt hatten oder gar getötet wurden, ist nichts bekannt. Sie alle blieben namenlos, während die Namen der Männer, die mit dem Protest in Verbindung standen, in die kenianische Geschichtsschreibung eingingen.

## Vermächtnis
Mary Muthoni Nyanjirus Tat konnte zwar nicht viel gegen das Kolonialregime ausrichten, doch sie demonstrierte, dass eine Frau die politische Führung übernehmen kann, selbst wenn sie gegen ihre eigenen Mitkämpfer aktiv werden muss. Alam Shamsul schreibt: 
„Allgemein zeigte diese Tat, dass Frauen eine entscheidende Wende in politischen Situationen herbeiführen können. (...) Insbesondere widerspricht sie dem Mythos, die Frauen in den Kolonialgesellschaften seien passiv, fügsam und unterwürfig gewesen.“
Mary Muthonis Vorbild inspirierte viele kenianische Frauen, die sich an den antikolonialen Mau-Mau-Aufständen beteiligten. Bis heute wird sie nicht nur in Kenia, sondern in ganz Afrika in Folklore, Liedern und Gedichten als Heldin verehrt. Das ihr gewidmete Lied Kanyegenuri, das an Muthonis Tapferkeit erinnert, war während des Mau-Mau-Aufstands eine Widerstandshymne. Wie auch andere Hymnen über heroische afrikanische Frauen war es von der Kolonialmacht verboten, die es als politische Bedrohung betrachtete.
Nyanjiru wird in dem bekannten Gedicht „Mother Africa's Matriots“ erwähnt, das afrikanische Heldinnen besingt. Der Vers, der Nyanjiru gewidmet ist, lautet: „Mary Muthoni Nyanjiru, die die bereits erlöschende Glut des Vulkans der Arbeitenden erneut in Brand setzte“. Ihre Lebensgeschichte wurde auch in einer experimentellen Theaterproduktion über kenianische Helden mit dem Titel „Too Early for Birds“ (Zu früh für Vögel) aufgeführt.